# Legió Tebana

La Legió Tebana en una litografia del segle XIX

D'acord amb la tradició, la Legió Tebana va ser una legió romana, els membres de la qual s'havien convertit en massa al cristianisme i van ser martiritzats plegats.
Se'n parla només en una passió anònima i en una obra d'Euqueri de Lió, del segle v, tot i que la historicitat del debat és molt discutible per un grapat d'inconsistències històriques.
D'acord amb la llegenda, la legió era la guarnició de la ciutat de Tebes, a Egipte, i tots els legionaris eren cristians, incloent el seu comandant Maurici. L'emperador Maximià els va portar a la Gàl·lia per sufocar una rebel·lió. Quan eren a Agaunum, a l'actual Suïssa, es van negar a participar en sacrificis pagans per propiciar la victòria i en no voler retractar-se van ser martiritzats.